# 13533 Джунілі
13533 Джунілі (13533 Junili) — астероїд головного поясу, відкритий 4 вересня 1991 року.
Тіссеранів параметр щодо Юпітера — 3,202.
Названий на честь Юнії, Ніни та Ліан (June, Nina, Lian) - доньок психолога Тое Ґеєнса - друга відкривача.